# Карниљија (Парма)
Карниљија је насеље у Италији у округу Парма, региону Емилија-Ромања.
Према процени из 2011. у насељу је живело 128 становника. Насеље се налази на надморској висини од 673 м.